# Girvan Yuddha de Nepal
Girvan Yuddha Bikram Shah Dev (Basantapur, 19 de octubre de 1797 - Basantapur, 20 de noviembre de 1816) fue Rey de Nepal desde la abdicación de su padre, el rey Rana Bahadur Shah, hasta su muerte a la edad de 19 años. Su corto reinado estuvo lleno de grandes y trascendentes eventos que marcaron la historia de su país.
Su madre, Kantavati Devi, era una joven viuda de una familia Brahman. El rey, a pesar de tener 2 esposas y herederos al trono, se enamoró perdidamente de esta mujer y no cesó hasta hacerla su esposa. Ella puso como condición para casarse con él que si tenían un hijo fuera el próximo rey de Nepal. Esto contradecía la norma de sucesión que estableció Prithvi Narayan, según la cual el heredero al trono tenía que ser el hijo varón de mayor edad, puesto que Rana Bahadur ya tenía un hijo de su segunda esposa. No obstante, Rana Bahadur accedió rompiendo esta norma y cambiando con ello el curso de la historia. Al año de casarse nació Girvan Yuddha y antes de cumplir los dos años la madre convenció al rey de que abdicase a favor de su hijo.
Debido a su corta edad, la segunda mujer de su padre, la reina Suvarnaprabha, asumió la regencia hasta que murió en la pira funeraria de su marido, siguiendo el ritual Sati cuando este fue asesinado. A partir de entonces, el poder se concentró en manos de Bhimsen Thapa quien gobernó el país durante tres décadas como primer ministro, mientras el rey Girvan Yuddha se encontraba recluido en palacio. Durante ese tiempo, la esposa más joven de su padre y única superviviente, la reina Tripurasundari, tuvo la regencia. 
Siendo muy joven, Girvan Yuddha fue casado con dos chicas aún más jóvenes. Una de ellas tuvo un hijo cuando probablemente tenía quince años. Aunque la familia real vivía entre las paredes del palacio Hanuman Dhoka había un heredero al trono, por lo que la continuidad de la dinastía Shah estaba garantizada.
Girvan Yuddha murió a los 19 años de viruela. Las estrictas reglas de sucesión convirtieron al hijo de tres años Rajendra Bikram Shah en el nuevo rey de Nepal.